# Opere di Jacques Lacan

## Opere di Lacan

### I seminari
- Libro I, Gli scritti tecnici di Freud (1953-1954); trad. di Antonello Sciacchitano e Irène Molina sotto la direzione di Giacomo B. Contri, Torino: Einaudi, 1978.
- Libro II, L'io nella teoria di Freud e nella tecnica della psicoanalisi (1954-1955); trad. di Alberto Turolla, Clementina Pavoni, Piero Feliciotti, Simonetta Molinari, sotto la direzione di Antonio Di Ciaccia, edizione a cura di Giacomo B. Contri, Torino: Einaudi, 1991; seconda edizione: a cura di Antonio Di Ciaccia, Torino: Einaudi, 2006.
- Libro III, Le psicosi (1955-1956); trad. di Ambrogio Ballabio, Piergiorgio Moreiro, Carlo Viganò sotto la direzione di Giacomo B. Contri, Torino: Einaudi, 1985; seconda edizione trad. di Antonio Di Ciaccia e Lieselotte Longato, a cura di Antonio Di Ciaccia, Torino: Einaudi, 2010.
- Libro IV, La relazione d'oggetto (1956-1957); trad. di Roberto Cavasola e Céline Menghi sotto la direzione di Antonio Di Ciaccia, Torino: Einaudi, 1996; seconda edizione dal titolo "La relazione oggettuale", a cura di Antonio Di Ciaccia, Torino: Einaudi, 2007.
- Libro V, Le formazioni dell'inconscio (1957-1958); trad. di Antonio Di Ciaccia (capp. I-XIX) e Maria Bolgiani (capp. XX-XXVIII e allegati), a cura di Antonio Di Ciaccia, Torino: Einaudi, 2004.
- Libro VI, Il desiderio e la sua interpretazione (1958-1959); trad. di Antonio Di Ciaccia e Lieselotte Longato, a cura di Antonio Di Ciaccia, Torino: Einaudi, 2016.
- Libro VII, L'etica della psicoanalisi (1959-1960); trad. di Maria Delia Contri, revisione e note di Roberto Cavasola, direzione di Antonio Di Ciaccia, edizione a cura di Giacomo B. Contri, Torino: Einaudi, 1994; seconda edizione revisione di Antonio Di Ciaccia, a cura di Antonio Di Ciaccia, Torino: Einaudi, 2008.
- Libro VIII, Il transfert (1960-1961); trad. di Antonio Di Ciaccia, edizione a cura di Antonio Di Ciaccia, Torino: Einaudi, 2008.
- Libro IX, L'identification (1961-1962). (inedito: L'identificazione)
- Libro X, L'angoscia (1962-1963); trad. di Antonio Di Ciaccia e Adele Succetti, a cura di Antonio Di Ciaccia, Torino: Einaudi, 2007.
- Libro XI, I quattro concetti fondamentali della psicoanalisi (1964); trad. di Sciana Loaldi e Irène Molina sotto la direzione di Giacomo B. Contri, Einaudi Torino, 1979; seconda edizione trad. di Adele Succetti, a cura di Antonio Di Ciaccia, Torino: Einaudi, 2003.
- Libro XII, Problèmes cruciaux pour la psychanalyse (1964-1965). (inedito: Problemi cruciali per la psicoanalisi)
- Libro XIII, L'object de la psychoanalyse (1965-1966). (inedito: L'oggetto della psicoanalisi)
- Libro XIV, La logica del fantasma' (1966-1967); trad. di Antonio Di Ciaccia e Lieselotte Longato, a cura di Antonio Di Ciaccia, Torino: Einaudi, 2024.
- Libro XV, L'act psychanalytique (1967-1968). (inedito: L'atto psicoanalitico)
- Libro XVI, Da un Altro all'altro (1968-1969); trad. di Antonio Di Ciaccia e Lieselotte Longato, a cura di Antonio Di Ciaccia, Torino: Einaudi, 2019.
- Libro XVII, Il rovescio della psicoanalisi (1969-1970); trad.di Carlo Viganò e di Rosa Elena Manzett, a cura di Antonio Di Ciaccia, Torino: Einaudi, 2001.
- Libro XVIII, Di un discorso che non sarebbe del sembiante (1971); trad. di Antonio Di Ciaccia e Michele Daubresse, a cura di Antonio Di Ciaccia, Torino: Einaudi, 2010.
- Libro XIX, ... o peggio (1971-1972); trad. di Antonio Di Ciaccia e Lieselotte Longato, a cura di Antonio Di Ciaccia, Torino: Einaudi, 2020.
- Libro XX, Ancora (1972-1973); trad. di Sergio Benvenuto e Mariella Contri sotto la direzione di Giacomo B. Contri, Torino: Einaudi, 1983; seconda edizione trad. di Antonio Di Ciaccia e di Lieselotte Longato, a cura di Antonio Di Ciaccia, Torino: Einaudi, 2011.
- Libro XXI, Les non-dupes errent/ Les nos du père (1973-1974). (inedito)
- Libro XXII, R.S.I. (1974-1975). (inedito)
- Libro XXIII, Il sinthomo (1975-1976); traduzione e cura di Antonio Di Ciaccia, Roma: Astrolabio, 2006.
- Libro XXIV, L'insu che sait de l'une-bevue s'aile a Mourre (1976-1977). (inedito)
- Libro XXV, Le moment de conclure (1977-1978). (inedito: Il momento di concludere)
- Libro XXVI, La topologie et le temps (1978-1979). (inedito: La topologia e il tempo)
- Libro XXVII, «Dissolution» (1980). (inedito: Dissoluzione)
- Seminari di Jacques Lacan (1956-1959), raccolti e redatti da J.-B. Pontalis; trad. di Lamberto Boni, Parma: Pratiche Editrice, 1978

### Gli scritti e altre opere
- Scritti, 2 volumi; traduzione a cura di Giacomo B. Contri, Torino: Einaudi, 1974:
  - "Ouverture della raccolta" (1966).
  - "Il seminario su La lettera rubata".
  - "Dei nostri antecedenti".
  - "Aldilà del «principio di realtà»" (1936).
  - "Lo stadio dello specchio come formatore della funzione dell'io" (1949).
  - "L'aggressività in psicoanalisi" (1938).
  - "Introduzione teorica alle funzioni della psicoanalisi in criminologia" (1950).
  - "Discorso sulla causalità psichica".
  - "Il tempo logico e l'asserzione di certezza anticipata. Un nuovo sofisma".
  - "Intervento sul transfert" (1951).
  - "Del soggetto finalmente in questione" (1966).
  - "Funzione e campo della parola e del linguaggio in psicoanalisi" (1953).
  - "Varianti della cura-tipo" (1955).
  - "Un disegno".
  - "Introduzione al commento di Jean Hyppolite sulla Verneinung di Freud" (1954).
  - "Risposta al commento di Jean Hyppolite sulla Verneinung di Freud".
  - "La cosa freudiana. Senso del ritorno a Freud in psicoanalisi" (1955).
  - "La psicoanalisi e il suo insegnamento" (1957).
  - "Situazione della psicoanalisi e formazione dello psicoanalista nel 1956".
  - "L'istanza della lettera dell'inconscio o la ragione dopo Freud".
  - "Una questione preliminare ad ogni possibile trattamento della psicosi" (1958).
  - "La direzione della cura e i principî del suo potere" (1958).
  - "Nota sulla relazione di Daniel Lagache: Psicoanalisi e struttura della personalità".
  - "La significazione del fallo: Die Bedeutung des Phallus".
  - "In memoria di Ernest Jones. Sulla sua teoria del Simbolismo" (1959), seguito da "Un sillabario di poi" (1966).
  - "Appunti direttivi per un Congresso sulla sessualità femminile".
  - "Giovinezza di Gide o la lettera e il desiderio. Su un libro di Jean Delay e un altro di Jean Schlumberger" (1958).
  - "Kant con Sade" (1963).
  - "Sovversione del soggetto e dialettica del desiderio nell'inconscio freudiano".
  - "Posizione dell'inconscio".
  - "Del Trieb di Freud e del desiderio dello psicoanalista".
  - "La scienza e la verità" (1965).
  - In appendice: I. "Commento parlato sulla Verneinung di Freud" di Jean Hyppolite; II. "La metafora del soggetto".
- Della psicosi paranoica nei suoi rapporti con la personalità, seguita da Primi scritti sulla paranoia; trad. di Gabriella Ripa di Meana sotto la direzione di Giacomo B. Contri, Torino: Einaudi, 1982.
- I complessi familiari nella formazione dell'individuo (1938), postfazione di J.-A. Miller; trad. di Michelle Daubresse, a cura di Antonio Di Ciaccia, Torino: Einaudi, 2005.
- Radiofonia. Televisione; traduzione sotto la direzione di Giacomo B. Contri, Torino: Einaudi, 1982.
- La cosa freudiana, e altri scritti. Psicoanalisi e linguaggio (1955); traduzione di Giacomo B. Contri e Sciana Loaldi, Torino: Einaudi, 1972; 2ª edizione, 1979.
- Freud per sempre. Colloquio con Emilia Granzotto, "Panorama", 21 novembre 1974, pp. 159 sg.; poi in "La Psicoanalisi", N° 41, 2007.
- Dei Nomi-del-Padre seguito da Il trionfo della religione (1953-1974); traduzione e cura di Antonio Di Ciaccia, Torino: Einaudi, 2006.
- Altri scritti; testi riuniti da Jacques-Alain Miller, edizione italiana a cura di Antonio Di Ciaccia, Torino: Einaudi, 2013:
  - "Lituraterra" (1971).
  - "I complessi familiari nella formazione dell'individuo" (1938).
  - "Il numero tredici e la forma logica del sospetto" (1945).
  - "La psichiatria inglese e la guerra" (1947).
  - "Premesse a ogni sviluppo possibile della criminologia" (1950).
  - "Intervento al Congresso mondiale di psichiatria" (26 settembre 1950).
  - "Discorso di Roma" (26 settembre 1953).
  - "La psicoanalisi vera, e la falsa" (1958).
  - "Maurice Merleau-Ponty" (1961).
  - "I quattro concetti fondamentali della psicoanalisi. Resoconto del seminario del 1964".
  - "Omaggio a Marguerite Duras, del rapimento di Lol V. Stein" (1965).
  - "Problemi cruciali per la psicoanalisi. Resoconto del seminario del 1964-1965".
  - "Risposte ad alcuni studenti di filosofia" (1966).
  - "Presentazione delle Memorie di un malato di nervi" (1966).
  - "L'oggetto della psicoanalisi. Resoconto del seminario del 1965-1966".
  - "Piccolo discorso all'ORTF" (2 dicembre 1966).
  - "Atto di fondazione" (21 giugno 1964) seguito da "Nota aggiunta" (1971).
  - "Proposta del 9 ottobre 1967 sullo psicoanalista della Scuola".
  - "Discorso all'École freudienne de Paris" (9 ottobre 1967).
  - "Introduzione di «Scilicet» quale titolo della rivista dell'École freudienne de Paris" (1968).
  - "Comunicato all'École" (25 gennaio 1969).
  - "Allocuzione sull'insegnamento" (19 aprile 1970).
  - "Nota italiana" (1973).
  - "Forse a Vincennes..." (1975).
  - "Lettera di dissoluzione" (5 gennaio 1980).
  - "La logica del fantasma. Resoconto del seminario 1966-1967".
  - "La mispresa del soggetto supposto sapere" (14 dicembre 1967).
  - "Da Roma '53 a Roma '67: La psicoanalisi. Ragione di uno scacco" (15 dicembre 1967).
  - "Della psicoanalisi nei suoi rapporti con la realtà" (18 dicembre 1967).
  - "Allocuzione sulle psicosi infantili" (22 ottobre 1967), seguito da "Nota" (26 settembre 1968).
  - "Nota sul bambino" (1969).
  - "L'atto psicoanalitico. Resoconto del seminario 1967-1968".
  - "Prefazione all'edizione tascabile degli Scritti".
  - "Prefazione a una tesi" (1969).
  - "Radiofonia" (1970).
  - "Lo stordito" (1972).
  - "Avviso al lettore giapponese" (1972).
  - "Postfazione al Seminario XI" (1973).
  - "Televisione" (1974).
  - "... o peggio. Resoconto del seminario 1971-1972".
  - "Introduzione all'edizione tedesca di un primo volume degli Scritti" (1973).
  - "Prefazione a Risveglio di primavera" (1974).
  - "Joyce il sintomo" (1975).
  - "Prefazione all'edizione inglese del Seminario XI" (1976).

## Testi e interventi pubblicati in libri o riviste italiane
- In Scilicet 1/4. Scritti di Jacques Lacan e di altri; trad. di Armando Verdiglione, Milano: Feltrinelli, 1977:
  - "Introduzione a Scilicet quale titolo della rivista dell'École freudienne de Paris", pp. 9–18.
  - "Proposta del 9 ottobre 1967 intorno allo psicoanalista della Scuola", pp. 19–33.
  - "La svista del soggetto supposto sapere" (1967), pp. 34–43.
  - "Da Roma '53 a Roma '67: la psicoanalisi. Motivo di uno scacco" (1967), pp. 44–51.
  - "Intorno alla psicoanalisi nei suoi rapporti con la realtà" (1967), pp. 52–59.
  - "Liminare" (1970), pp. 131–34.
  - "Discorso pronunciato da Jacques Lacan il 6 dicembre 1967 all'École freudienne de Paris", pp. 135–53.
  - "Radiofonia", pp. 154–91.
  - "Lo Stordito" (1972), pp. 349–92.
- Nell'opera bilingue Lacan in Italia 1953-1978; traduzione di Lamberto Boni (tranne "Direttive" tradotto da Giacomo B. Contri), Milano: La Salamandra, 1978:
  - In esergo brevissimo estratto di "Da Roma '53 a Roma '67: La psicoanalisi. Ragioni di uno scacco".
  - "Direttive" (1974), pp. 154–65.
  - "Del discorso psicoanalitico" (1972), pp. 186–201.
  - "La psicoanalisi nella sua referenza al rapporto sessuale" (1973), pp. 202–15.
  - "Excursus" (1973), pp. 216–29.
  - "All'École freudienne" (1974), pp. 230–58.
- Nell'opera Il mito individuale del nevrotico; traduzione sotto la direzione di Antonio Di Ciaccia, Roma: Astrolabio, 1986.
  - "Il mito individuale del nevrotico" (1953), pp. 13–29.
  - "Discorso di Roma" (1953), pp. 30–58.
  - "Intervento al primo Congresso mondiale di psichiatria" (1950), pp. 59–62.
  - "Rendiconti d'insegnamento" (1964-1966), pp. 63–69 (I. "I quattro concetti fondamentali della psicoanalisi" (1964), pp. 63–65; II. "Problemi cruciali per la psicoanalisi" (1964-1965), pp. 65–68; III. "L'oggetto della psicoanalisi" (1965-1966), pp. 68–69).
- Nella rivista "La Psicoanalisi - Studi internazionali del Campo Freudiano. Rivista Italiana della Scuola Europea di Psicoanalisi" (denominazione apparsa dopo il N° 11), Roma: Astrolabio.
  - La Psicoanalisi N° 1, aprile 1987: "Sul bambino psicotico" (1967), trad. di Antonio Di Ciaccia, pp. 11–21 (con una nota di Lacan del 1968, pp. 20–21); "Due note sul bambino" (1969), trad. di Antonio Di Ciaccia, pp. 22–23.
  - La Psicoanalisi N° 2, ottobre 1987: "Il sintomo" (1975), trad. di Antonio Di Ciaccia, pp. 11–34.
  - La Psicoanalisi N° 3, aprile 1988: "Introduzione all'edizione tedesca di un primo volume degli Scritti (Walter Verlag)" (1973), trad. di Antonio Di Ciaccia e Maria Luisa Lago, pp. 9–15; "Intervento" (1973), trad. di Antonio Di Ciaccia, pp. 16–28.
  - La Psicoanalisi N° 4, ottobre 1988: "La psichiatria inglese e la guerra" (1947), trad. di Maurizio Mazzotti, pp. 9–29.
  - La Psicoanalisi N° 5, aprile 1989: "Amleto, da Il Seminario Libro VI, Il desiderio e la sua interpretazione, 1958-1959": I. "Il canovaccio" (4 marzo 1959), trad. di Marco Focchi, pp. 11–23; II. "Il canovaccio" (11 marzo 1959), trad. di Marco Focchi, pp. 24–40; III. "Il desiderio della madre" (18 marzo 1959), trad. di Riccardo Carrabino, pp. 41–56; IV. "Non c'è Altro dell'Altro" (8 aprile 1959), trad. di Riccardo Carrabino, pp. 57–69; V. "L'oggetto Ofelia" (15 aprile 1959), trad. di Silvia Lucchini, pp. 70–83; VI. "Il desiderio e il lutto" (22 aprile 1959), trad. di Paola Francesconi, pp. 84–89; VII. "Fallofania" (29 aprile 1959), trad. di Maurizio Mazzotti, pp. 101–14.
  - La Psicoanalisi N° 6, ottobre 1989: "Seminario su L'uomo dei lupi" (1952), trad. di Alberto Turolla, pp. 9–12; "Lettera a Winnicott" (1969), trad. di Annalisa Davanzo, pp. 13–16.
  - La Psicoanalisi N° 7, aprile 1990: "Prefazione al Risveglio di primavera di Wedekind" (1974), trad. di Roberto Cavasola, pp. 9–12.
  - La Psicoanalisi N° 8, luglio-dicembre 1990: "Omaggio a Marguerite Duras. Del rapimento di Lol V. Stein" (1965), trad. di Roberto Cavasola e Antonio Di Ciaccia, pp. 9–16.
  - La Psicoanalisi N° 9, gennaio-giugno 1991: "Dialogo con i filosofi francesi" (1957), trad. di Roberto Cavasola, pp. 9–25.
  - La Psicoanalisi N° 10, luglio-dicembre 1991: "Intervista" (1957), trad. di Piero Feliciotti e Rosa Alba Gentile, pp. 9–24.
  - La Psicoanalisi N° 11, gennaio-giugno 1992: "Considerazioni sull'Io" (1951), trad. dall'inglese di Riccardo Carrabino, pp. 11–25.
  - La Psicoanalisi N° 12, luglio-dicembre 1992: "La terza" (1974), trad. di Roberto Cavasola, pp. 11–38. In copertina: il nodo borromeo de "La Terza" riprodotto da Salvatore Esposito.
  - La Psicoanalisi N° 13, gennaio-giugno 1993: "… ou pire" (1972), trad. di Roberto Cavasola, pp. 13–19.
  - La Psicoanalisi N° 14, luglio-dicembre 1993: "Intervento al primo Congresso Mondiale di Psichiatria 1950" (1950), trad. di Michelle Daubresse, pp. 9–13.
  - La Psicoanalisi N° 15, gennaio-giugno 1994: "Proposta del 9 ottobre 1967 (prima versione)" (1967), trad. di Silvana Eccher dall'Eco e Antonio Di Ciaccia, pp. 11–26.
  - La Psicoanalisi N° 16, luglio-dicembre 1994: "Conferenze sull'etica della psicoanalisi" (1960), trad. di Silvana Eccher dall'Eco, pp. 15–38.
  - La Psicoanalisi N° 17, gennaio-giugno 1995: "Una procedura per la passe" (1967), trad. di Michelle Daubresse e Antonio Di Ciaccia, pp. 13–19.
  - La Psicoanalisi N° 18, luglio-dicembre 1995: "Dell'insegnamento e i quattro discorsi" (1970), trad. di Michelle Daubresse e Antonio Di Ciaccia, pp. 11–23.
  - La Psicoanalisi N° 19, gennaio-giugno 1996: "Piccolo discorso all'O.R.T.F." (1966), trad. di Michelle Daubresse, pp. 9–14.
  - La Psicoanalisi N° 20, luglio-dicembre 1996: "Lituraterra" (1971), revisione della traduzione originaria di Maurizio Mazzotti ed Ettore Perrella a cura di Antonio Di Ciaccia e Chiara Mangiarotti, pp. 9–19.
  - La Psicoanalisi N° 21, gennaio-giugno 1997: "Forse a Vincennes…Proposta di Lacan" (1975), trad. di Riccardo Carrabino, pp. 9–11.
  - La Psicoanalisi N° 22, luglio-dicembre 1997: "Il complesso di svezzamento" (1938), trad. di Michelle Daubresse, pp. 9–15.
  - La Psicoanalisi N° 23, gennaio-giugno 1998: "Joyce il sintomo" (1975), trad. di Michelle Daubresse e Ippolita Avalli, pp. 11–19.
  - La Psicoanalisi N° 24, luglio-dicembre 1998: "Il fenomeno lacaniano" (1974), trad. di Michelle Daubresse, pp. 9–24.
  - La Psicoanalisi N° 25, gennaio-giugno 1999: "Presentazione delle Memorie del presidente Schreber nella traduzione francese" (1966), trad. di Michelle Daubresse e Antonio Di Ciaccia, pp. 11–15.
  - La Psicoanalisi N° 26, luglio-dicembre 1999: "Avviso al lettore giapponese" (1972), trad. di Michelle Daubresse, pp. 11–14.
  - La Psicoanalisi N° 27, gennaio-giugno 2000: "Il complesso d'intrusione" (1938), trad. di Michelle Daubresse, pp. 9–18.
  - La Psicoanalisi N° 28, luglio-dicembre 2000: "Il seminario di Caracas" (1980), trad. di Michelle Daubresse, pp. 9–13.
  - La Psicoanalisi N° 29, gennaio-giugno 2001: "Nota italiana" (1972), trad. di Michelle Daubresse, Antonio Di Ciaccia, Anna Zanon e Alfredo Zenoni, pp. 9–13.
  - La Psicoanalisi N° 30/31, luglio 2001-giugno 2002: "Atto di fondazione" (1964), traduzione di Antonio Di Ciaccia, pp. 9–16.
  - La Psicoanalisi N° 32, luglio-dicembre 2002: "Psicoanalisi e medicina" (1966), traduzione di Ezio De Francesco e Antonio Di Ciaccia, pp. 9–20.
  - La Psicoanalisi N° 33, gennaio-giugno 2003: "Nota sul padre e l'universalismo" (1968), traduzione di Antonio Di Ciaccia, pp. 9–10.
  - La Psicoanalisi N° 34, luglio-dicembre 2003: "Dio e il godimento de La donna" (1972), traduzione di Antonio Di Ciaccia, pp. 9–21.
  - La Psicoanalisi N° 35, gennaio-giugno 2004: "Sulla regola fondamentale" (1975), traduzione di Antonio Di Ciaccia, pp. 9–12.
  - La Psicoanalisi N° 36, luglio-dicembre 2004: "Prefazione all'edizione inglese del Seminario XI" (1977), traduzione di Antonio Di Ciaccia, pp. 9–11.
  - La Psicoanalisi N° 37, gennaio-giugno 2005: "Omaggio a Lewis Carroll" (1966), traduzione di Antonio Di Ciaccia, pp. 11–14.
  - La Psicoanalisi N° 38, luglio-dicembre 2005: "Sulla trasmissione della psicoanalisi" (1978), traduzione di Antonio Di Ciaccia, pp. 13–16.
  - La Psicoanalisi N° 39, gennaio-giugno 2006: "Struttura delle psicosi paranoiche" (1931), traduzione di Adele Succetti", pp. 10–24.
  - La Psicoanalisi N° 40, luglio-settembre 2006: "L'assassin musicien di Benoît Jacquot" (1976), traduzione di Antonio Di Ciaccia e Chiara Mangiarotti, pp. 9–10.
  - La Psicoanalisi N° 41, gennaio-giugno 2007: "Freud per sempre. Intervista a Jacques Lacan di Emilia Granzotto" (1974), pp. 11–21.
  - La Psicoanalisi N° 42, luglio-dicembre 2007: "Sull'esperienza della passe" (1973), traduzione di Antonio Di Ciaccia, pp. 11–18.
  - La Psicoanalisi N° 43/44, gennaio-dicembre 2008: "Psicoanalisi ed 'evento'" (1968), traduzione di Antonio Di Ciaccia, pp. 9–10.
  - La Psicoanalisi N° 45, gennaio-giugno 2009: "Il sogno di Aristotele" (1978), trad. di Antonio Di Ciaccia, pp. 9–11.
  - La Psicoanalisi N° 46, luglio-dicembre 2009: "Il potere degli impossibili" (1970), revisione di Antonio Di Ciaccia, pp. 9–23.
  - La Psicoanalisi N° 47/48, gennaio-dicembre 2010: "A proposito dell''oggetto a nella cura'" (1971), traduzione di Antonio Di Ciaccia, pp. 9–13.
  - La Psicoanalisi N° 49, gennaio-giugno 2011: "Risposte ad alcuni studenti di filosofia" (1966), traduzione di Michelle Daubresse, pp. 14–22.
  - La Psicoanalisi N° 50, luglio-dicembre 2011: "L'anoressica e il sapere" (1964), traduzione di Antonio Di Ciaccia, pp. 15–16.
  - La Psicoanalisi N° 51, gennaio-giugno 2012: "Premessa a ogni sviluppo possibile della criminologia" (1950), traduzione di Adele Succetti e Michelle Daubresse, pp. 9–13.
  - La Psicoanalisi N° 52, luglio-dicembre 2012: "Giornata di sciopero" (1974), traduzione di Michelle Daubresse, pp. 9–12.
  - La Psicoanalisi N° 53/54, gennaio-dicembre 2013: "Discorso sull'isteria".
  - La Psicoanalisi N° 55, gennaio-giugno 2014: "Apertura della Sezione clinica".
  - La Psicoanalisi N° 56/57, luglio-giugno 2015: "Intervento a Lille".
  - La Psicoanalisi N° 58, luglio-dicembre 2015: "A proposito della religione e del reale".
  - La Psicoanalisi N° 59, gennaio-giugno 2016: "Appunti in tedesco in preparazione alla conferenza sulla Cosa freudiana".
  - La Psicoanalisi N° 60, luglio-dicembre 2016: "Della struttura come immistione di un’alterità preliminare a un soggetto qualunque".
  - La Psicoanalisi N° 61, gennaio-giugno 2018: "La funzione dell’ego nella formazione cattolica".
  - La Psicoanalisi N° 62: "Lacan pour Vincennes!".
  - La Psicoanalisi N° 63/64, gennaio-dicembre 2018: "Conferenza a Lovanio".
  - La Psicoanalisi N° 65: "Di una riforma nel suo buco".
  - La Psicoanalisi N° 66: "La psicoanalisi nel momento attuale".
  - La Psicoanalisi N° 67, gennaio-giugno 2020: "Improvvisazione".
  - La Psicoanalisi N° 68, luglio-dicembre 2020: "Lettera a Suor Marie de la Trinité".
  - La Psicoanalisi N° 69, gennaio-giugno 2021: "Il rapporto sessuale è un rapporto intersinthomatico".
- Nella rivista "Agalma - Rivista di ricerca psicoanalitica" pubblicata nell'ambito della Scuola Europea di Psicoanalisi, Milano
  - N° 11, maggio 1994: "La psicoanalisi vera e quella falsa" (1958), traduzione di Marco Focchi, pp. 7–17.